# Fournier (Schiff)
Das Minenräumboot Fournier M-5 war ein Schiff der argentinischen Kriegsmarine, gebaut vom „Astillero Sánchez y Cía.“ in San Fernando, Buenos Aires. Es war eines der ersten in Argentinien gebauten Kriegsschiffe seit 1825 und lief am 5. August 1939 vom Stapel.

## Untergang des Schiffes
Am Vormittag des 21. September 1949 lief die Fournier mit einer Mannschaft von 72 Mann unter dem Befehl von Kapitän Carlos Negri von Río Gallegos aus, mit dem Zielhafen Ushuaia, wo sie am 24. September anlaufen sollte. Für solche Reisen gibt es zwei mögliche Routen: 1) die an der Ostküste von Feuerland entlang ist wegen der Fahrt auf der offenen See gefährlich; 2) die gewöhnlich weniger gefährliche Route durch chilenische Hoheitsgewässer: Magellanstraße, Magdalena-Kanal, Breadnock-Kanal, Ballenero-Kanal und dann Beagle-Kanal bis Ushuaia. Entsprechend den ungelösten Souveränitätsfragen in der Region hatte die argentinische Marine die Reise des Minenräumbootes durch die chilenischen Gewässer nicht angemeldet.
In der Nacht vom 21. auf den 22. September fuhr das Schiff an den Leuchttürmen Punta Delgada (Primera Angostura) und San Isidro (beide in der Magellanstraße) vorbei. Das sind die letzten gesicherten Erkenntnisse über das Schicksal des Schiffes. Für diese Nacht wurden außergewöhnlich starke Winde in der Magellanstraße registriert.
Als am 22. September von Ushuaia aus kein Funkkontakt mit dem Schiff hergestellt werden konnte, initiierte die argentinische Marine eine Suchaktion, und einige Zeit danach beteiligte sich auch die chilenische Marine an der Suche.
An der umfangreichen Suchaktion beteiligten sich das chilenische Patrouillenboot Lautaro mit 60 Mann an Bord und die Barkasse Isaza mit 45 Mann an Bord, dazu Flugzeuge der Fuerza Aérea de Chile. Die argentinische Marine beteiligte sich mit dem Truppentransporter San Julián, dem Schiff Spiro, dem Schlepper Chiriguano und Sanavirón, dem Forschungsschiff Bahía Blanca und der Fregatte Trinidad. Diese dramatische Aufgabe war die erste Zusammenarbeit beider Marinen.

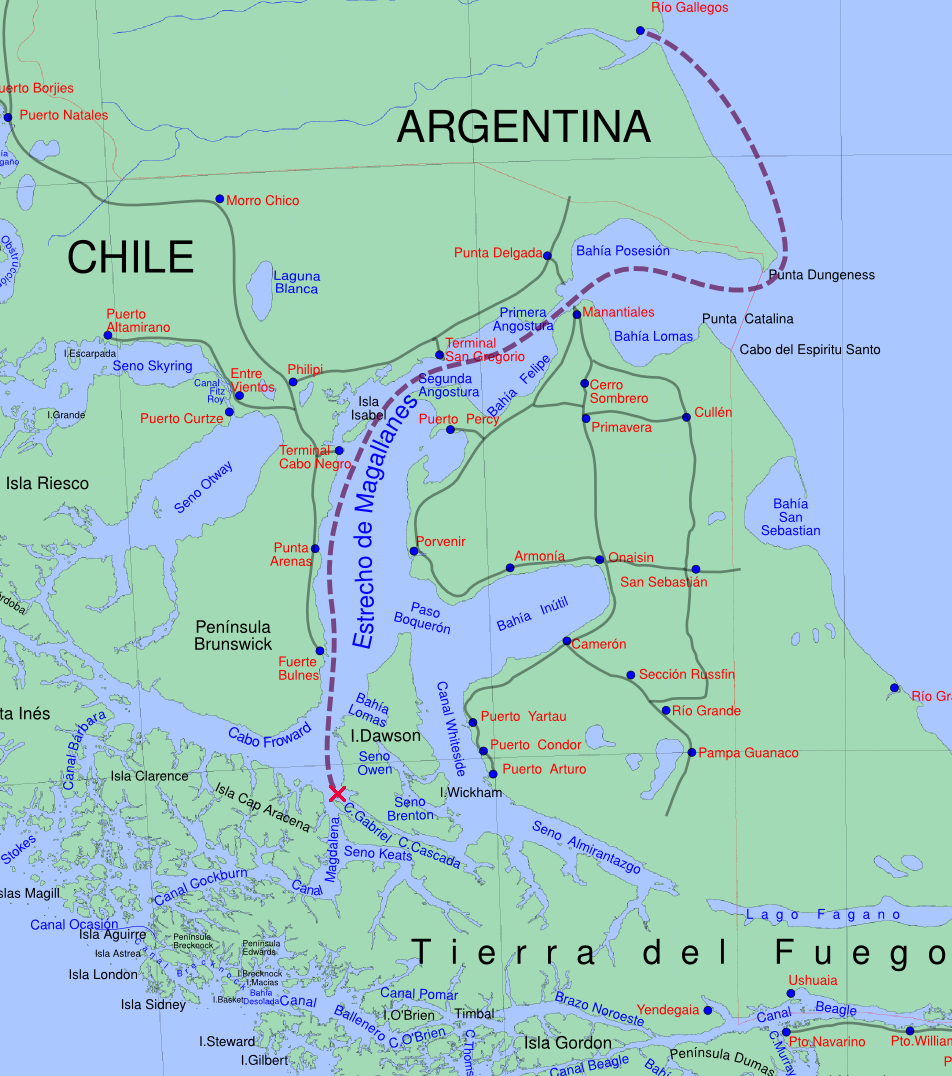
Die letzte Fahrt der Fournier durch die Magellanstraße Richtung Ushuaia, am 22. September 1949

Das Suchgebiet erstreckte sich vom Primera Angostura bis nach Ushuaia, in einer extrem dünn besiedelten Region mit Fjorden, verzweigten Kanälen, Buchten, gefährlichen Strömungen, Seegang aus verschiedenen Richtungen und enge Fahrrinnen.
Durch Unkenntnis der chilenischen Konventionen hatten argentinische Suchschiffe die Warnsignale eines einsamen Bewohners in der Bucht Caleta Zig-Zag am Gabriel-Kanal (an der Südseite der Insel Dawson) übersehen. Als sich der Fehler durch Nachfragen herausgestellt hatte und man zu dem Bewohner eilte, berichtete er von einem grausigen Fund. Er hatte vor einigen Tagen ein Boot vorbeifahren sehen, und als er es einholen konnte, fand er zwei Leichen darin, die er am Strand begraben musste.
So konnte das Suchgebiet auf zwanzig Seemeilen eingegrenzt werden. Wenig später wurden die Leichen von zwei Matrosen im Gabriel-Kanal gefunden. Mit Hilfe von behelfsmäßig gemachten Luftaufnahmen konnte man danach ein Boot mit fünf leblosen Körpern von an Unterkühlung gestorbenen Seemännern finden. Alle ihre Uhren zeigten 5:25 Uhr, daraus schloss man die Uhrzeit der Tragödie.
Diese insgesamt neun Leichen, zwei Boote und einige Reste des Schiffes und der Ladung waren alles, was man von der Fournier wiederfinden konnte.
Das Unglück verursachte große Bestürzung und auch Gerüchte über die Gründe der Tragödie. Die argentinische Regierung lud das Patrouillenboot Lautaro nach Buenos Aires ein, um an den Trauerfeierlichkeiten teilzunehmen, aber die chilenische Regierung sagte die Einladung wegen der unangemeldeten Reise durch chilenische Gewässer ab.
Als mögliche Ursache wurde Kentern infolge starken Seegangs oder das Auflaufen des Schiffes auf einen in den Karten nicht eingezeichneten hohen Unterwasserfelsen vermutet. Das Schiff soll so schnell gesunken sein, dass nur die Menschen auf Deck nicht in die Tiefe mitgerissen wurden.